# 相模原・町田大学地域コンソーシアム
公益社団法人相模原・町田大学地域コンソーシアム（さがみはら・まちだだいがくちいきコンソーシアム）は相模原市と町田市の大学、企業、NPO等と行政機関からなる地域連携機関。略称はさがまちコンソーシアム。

## 概要
2007年6月設立。その後2010年10月に公益社団法人となった。市民大学の開講、加盟大学の学生によるケーブルテレビの番組制作、情報紙の発行等を行っている。

## 事務局
〒252-0383 神奈川県相模原市南区文京二丁目1-1（相模女子大学内）

## 加盟機関
大学等
青山学院大学、麻布大学、和泉短期大学、桜美林大学、北里大学、國學院大學、相模女子大学、相模女子大学短期大学部、サレジオ工業高等専門学校、女子美術大学、玉川大学、多摩美術大学、帝京大学(薬学部)、東京家政学院大学、東京女学館大学、東京造形大学、法政大学、山野美容芸術短期大学、和光大学。
NPO
NPO法人相模原エスティアート、NPO法人さがみはら市民会議、NPO法人CCCNET
企業・公益法人
小田急電鉄、紀伊国屋書店、株式会社さがみはら産業創造センター、きらぼし銀行、横浜銀行、相模原商工会議所、町田商工会議所、（公財）相模原市まち・みどり公社、（公財）相模原市民文化財団
行政
相模原市、町田市